# Berlin Art Week
Die Berlin Art Week ist eine Veranstaltung des Landes Berlin und ein mehrtägiges Kunstevent, das seit 2012 jährlich im September in Berlin stattfindet.

## Geschichte und Organisation
Die Berlin Art Week wurde 2012 gegründet. Sie entstand aus einem Initiativkreis von Berliner Kulturschaffenden, Politikern und Direktoren der staatlichen und städtischen Berliner Museen. Sie war gedacht, um nach dem Wegfall der Kunstmesse art forum berlin zu den Messen abc – art berlin contemporary und Preview Berlin Art Fair ein Rahmenprogramm zu entwickeln. Zum Initiativkreis gehören Marius Babias, Direktor des Neuen Berliner Kunstvereins (n.b.k.), und Thomas Köhler, Direktor der Berlinischen Galerie.
Als Dachmarke bündelt die Berlin Art Week Ausstellungen, Eröffnungen und Veranstaltungen wie Künstlergespräche und Diskussionsforen der teilnehmenden Institutionen, Sammlungen, Projekträume und Messen. Das Programm beinhaltet u. a. Ausstellungseröffnungen, Preisverleihungen, Führungen, geführte Touren durch die Veranstaltungsorte, Urbane Interventionen, Talks, Panels sowie ein VIP-Programm zur Unterstützung des Kunstmarktstandorts. Verantwortlich für die gesamtplanerische Steuerung und Kommunikation der Berlin Art Week ist die gemeinnützige Landesgesellschaft Kulturprojekte Berlin GmbH, die weitere Veranstaltungen wie die Lange Nacht der Museen und die Feiern zu den Jahrestagen des Mauerfalls betreut.
Finanziert wird die Berlin Art Week aus Mitteln des Berliner Senats, seit 2012 von der Senatsverwaltung für Wirtschaft, Energie und Betriebe (2018: 150.000 Euro) und seit 2018 von der Senatsverwaltung für Kultur und Europa mit 300.000 Euro aus dem Festivalfonds. Zudem förderte die Gasag AG die Veranstaltung von 2017 bis 2021 als Hauptsponsor.

## Ausgaben der Berlin Art Week
Berlin Art Week 2012
An der ersten Berlin Art Week beteiligten sich elf Ausstellungspartner. Mit einem Kombi-Ticket konnten die Besucher sechs Tage lang alle Veranstaltungsorte der Partner besuchen. Zu den Ausstellungshighlights der ersten Berlin Art Week zählten die über mehrere Ausstellungsorte verteilte Präsentation des Künstlers Alfredo Jaar in der Berlinischen Galerie, der Alten Nationalgalerie und in der Neuen Gesellschaft für Bildende Kunst, die Ausstellung „Der geteilte Himmel. Die Sammlung. 1945–1968“ von Paul McCarthy in der Neuen Nationalgalerie sowie die Gruppenausstellung „Between Walls and Windows. Architektur und Ideologie“ im Haus der Kulturen der Welt.
Berlin Art Week 2013
Das Programm an 21 Veranstaltungsorten wurde durch zehn weitere temporäre Partner sowie besondere Orte der Kunst- und Kulturproduktion wie Projekträume und Privatsammlungen ergänzt. Die Berlin Art Week wurde mit 350.000 Euro vom Berliner Wirtschaftssenat finanziert. Höhepunkt der Berlin Art Week 2013 war das Kooperationsprojekt „Painting Forever!“ der Berlinischen Galerie, Deutsche Bank KunstHalle, KW – Institute for Contemporary Art und Nationalgalerie – Staatliche Museen zu Berlin. Das Projekt präsentierte malerische Positionen von etablierten und unbekannten Künstlern in Gruppen- und Einzelausstellungen. Erstmals im Rahmen der Berlin Art Week wurde von der Berliner Senatsverwaltung für Kulturelle Angelegenheiten der Preis zur Auszeichnung künstlerischer Projekträume und -initiativen verliehen. Das Wochenprogramm der teilnehmenden Partner wurde von 60.000 Menschen besucht.
Berlin Art Week 2014
Die Berlin Art Week fand mit 34 Partnern statt, wobei die Positions Berlin Art Fair aus der eingestellten Preview Berlin Art Fair hervorgegangen war. Die von Ralf Schmitt, vormaliger Kodirektor der Preview Berlin Art Fair, neu ins Leben gerufene Messe Showbid wurde kurz vor dem Start der Veranstaltung aus deren Programm genommen. Erweitert wurde das institutionelle Programm durch Projekträume und Künstlerinitiativen, die von einer Jury ausgewählt wurden. Zudem fand im Rahmen der Berlin Art Week die ARTfi – the Fine Art & Finance Conference statt, eine Konferenz zum Thema Kunst und Kapital. Während der Berlin Art Week wurde der Preis zur Auszeichnung künstlerischer Projekträume und -initiativen des Berliner Senats an ausgewählte Projektraum verliehen. Die Veranstaltungen wurden insgesamt von ca. 80.000 Menschen besucht.
Berlin Art Week 2015
In diesem Jahr initiierte die Berliner Senatsverwaltung für Kulturelle Angelegenheiten das Kooperationsprojekt „STADT/BILD“ zwischen den Ausstellungshäusern Neue Nationalgalerie, Deutsche Bank Kunsthalle, KW – Institute for Contemporary Art und Berlinische Galerie. Weitere Ausstellungshighlights waren die Präsentationen von Alicja Kwade im Haus am Waldsee und von Paul McCarthy im Schinkel Pavillon. Die öffentlich zugänglichen privaten Sammlungen in der Hauptstadt wurden 2015 erstmals in einer eigenen Kategorie aufgeführt. Dazu präsentierte das neue Format Xchange des Project Space festival zehn Projekträume, die mit ihren Ausstellungen in einen inhaltlichen und räumlichen Austausch traten. Der Preis für Projekträume wurde 2016 erstmals an sieben Projekträume verliehen und war mit jeweils 30.000 Euro dotiert. 2015 zählte die Berlin Art Week rund 100.000 Besucher.
Berlin Art Week 2016
In diesem Jahr fand die Berlin Art Week mit insgesamt 50 teilnehmenden Partnern zusammen mit der Berlin Biennale statt. Nach einem Krisenjahr musste sich die Kunstmesse Abc – art berlin contemporary drastisch verkleinern und bespielte nur noch eine Halle (vormals drei Hallen) am Veranstaltungsort am Gleisdreieck. Darüber hinaus nahmen neun Privatsammlungen und 20 Projekträume teil, die den mit jeweils 30.000 Euro dotierten Kunstförderpreis von der Kulturverwaltung erhalten hatten. Die haubrok foundation veranstaltete mit einigen Berliner Galerien ein 13-stündiges Filmprogramm mit Künstlerfilmen im Kino International. Erstmals wurden von der Berliner Senatsverwaltung für Kultur und Europa insgesamt 20 Projekträume mit dem Preis der Projekträume ausgezeichnet. Rund 100.000 Einzelbesucher zählte die Berlin Art Week 2016, das Programm wurde als bunt, aber unübersichtlich beschrieben.
Berlin Art Week 2017
An dieser Veranstaltung nahmen 55 Partner teil. Wegen schlechter Umsätze und finanzieller Schieflage wurde die bis dato kuratierte Kunstmesse abc – art berlin contemporary von der Koelnmesse übernommen und fand nun unter dem neuen Namen art berlin als reine Verkaufsschau statt. Alle 20 teilnehmenden Projekträume wurden von der Senatsverwaltung für Kultur und Europa mit dem Preis der Projekträume ausgezeichnet. Als besonderer Programmpunkt fand das viertägige „Festival of Future Nows 2017“ mit 100 beteiligten Künstlern als Kooperation zwischen der Nationalgalerie und dem Institut für Raumexperimente e. V. im Hamburger Bahnhof statt. Zur Berlin Art Week fand außerdem eine groß angelegte Retrospektive des Künstlers Harun Farocki statt. Unter der neuen Leitung von Chris Dercon war die Volksbühne Berlin mit einer sechsstündigen Tanzperformance des französischen Choreografen Boris Charmatz auf dem Gelände des ehemaligen Flughafens Tempelhof Teil der Kunstmesse art berlin. Zusammengerechnet besuchten im Kahr 2017 110.000 regionale Gäste die Eventwoche, 33.000 entfielen davon auf die Messe art berlin.
Berlin Art Week 2018
Es nahmen in diesem Jahr 54 Partner teil. Der Termin der Berlin Art Week musste aufgrund der Schwierigkeiten der Messe art berlin, einen Veranstaltungsort zu finden, um zwei Wochen verschoben werden. Die beiden Kunstmessen fanden während der Berlin Art Week erstmals in den Hangars des ehemaligen Flughafens Tempelhof statt. Erneut wurden an 20 Projekträume von der Senatsverwaltung für Kultur und Europa die auf jeweils 30.000 Euro dotierte Auszeichnung künstlerischer Projekträume und Initiativen verliehen und mit einer Teilnahme am Programm der Berlin Art Week verbunden. 2018 verzeichnete die Berlin Art Week 120.000 überwiegend regionale Besucher.
Berlin Art Week 2019
Anlässlich des Jahrestags des Falls der Berliner Mauer beschäftigten sich mehrere Ausstellungshäuser mit den Entwicklungen nach 1989, so u. a. der Gropius-Bau, Neuer Berliner Kunstverein (n.b.k.), C/O Berlin, Collection Regard, Kreuzberg Pavillon und das von der Senatsverwaltung für Kultur und Europa mit 500.000 Euro und für zwei Jahre geförderte Projekt Statista im ehemaligen Haus der Statistik nahe dem Alexanderplatz. In diesem Jahr konnte die Veranstaltung über 120.000 Besuchern registrieren. Bei der Vermarktung der Veranstaltung konnte man eine Abwendung von der Eventisierung des Programms hin zur zunehmenden programmatischen Bündelung von verschiedenen inhaltlichen und thematischen Schwerpunkten wie dem Mauerfall-Jubiläum, Entwicklungen der Videokunst und Körper/Identität beobachten.
Ende des Jahres gab die Kölnmesse (seit 2017: Träger der art berlin) bekannt, sich vorzeitig aus dem Vertrag mit der art berlin zurückzuziehen. Als Gründe dafür wurden die nicht gesicherte Nutzung des Standorts Tempelhof für das Jahr 2020 sowie ein unbefriedigendes finanzielles Ergebnis der bisherigen Veranstaltungen angegeben. Damit wurde die art berlin vorläufig eingestellt.
Berlin Art Week 2020
2020 fand die Art Week trotz der COVID-19-Pandemie statt, allerdings dezentral, im Freien und auch digital.

## Teilnehmende Partner (Auswahl)
- abc art berlin contemporary
- Preview Berlin Art Fair
- Positions Berlin Art Fair
- Berlinische Galerie
- KW – Institute for Contemporary Art
- Neuer Berliner Kunstverein
- C/O Berlin
- Nationalgalerie – Staatliche Museen zu Berlin
- Neue Gesellschaft für Bildende Kunst
- Akademie der Künste
- Haus der Kulturen der Welt
- Verein der Freunde der Nationalgalerie
- Deutsche Bank Kunsthalle
- Hebbel am Ufer
- Hamburger Bahnhof
- Museum Berggruen
- Schinkel Pavillon
- Haus am Waldsee
- Schering Stiftung
- me Collectors Room / Stiftung Olbricht
- daadgalerie
- Haus am Lützowplatz
- Museum Frieder Burda Salon
- Sor Rusche Collection
- Wurlitzer Pied-à-Terre Collection (Bernd und Gudrun Wurlitzer)
- Gropius-Bau
- KINDL – Zentrum für Zeitgenössische
- Palais Populaire
- Sammlung Boros
- haubrok foundation
- Salon Dahlmann
- Sammlung Ivo Wessel
- daadgalerie
- Haus am Lützowplatz
- Sor Rusche Collection